# ليالي الصالحية (مسلسل)
ليالي الصالحية مسلسل سوري درامي اجتماعي، تقع أحداثه في بيئة دمشقية، أُنتج عام 2004. المسلسل من كتابة: سلمى اللحام وأحمد حامد، وإخراج بسام الملا، وبطولة عباس النوري، وبسام كوسا، وكاريس بشار، ومنى واصف، وهالة شوكت، ورفيق السبيعي، وسامية الجزائري وغيرهم.

## بطولة
| الممثل          | الشخصية          |
| --------------- | ---------------- |
| عباس النوري     | المعلم عمر       |
| بسام كوسا       | المخرز           |
| كاريس بشار      | سعدية            |
| منى واصف        | أمينة أم المخرز  |
| سامية الجزائري  | أم صادق          |
| هالة شوكت       | أم عمر           |
| رفيق سبيعي      | المختار أبو حاتم |
| نبيلة النابلسي  | أم حاتم          |
| سليم كلاس       | أبو أحمد         |
| قيس الشيخ نجيب  | خالد             |
| حسام تحسين بيك  | أبو الفضل        |
| عصام عبجي       | أبو نوري         |
| حسن دكاك        | الشيخ عبدو       |
| محمد خير الجراح | مهدي             |
| مؤيد الملا      | موفق             |
| وائل شرف        | عبد الحي         |
| سحر فوزي        | شفيقة            |
| وفاء موصللي     | وهيبة            |
| حسام الشاه      | ظافر             |
| عادل علي        | الشيخ عبد الحق   |
| نور الخراط      | بهية             |

## روابط خارجية
مشاهد من المسلسل